# L'amore più grande che c'è
L'amore più grande che c'è è un brano musicale scritto da Annalisa Sacchezin e composto da Luca Paolo Chiaravalli e Fio Zanotti, pubblicato nel 2003 come sesto singolo estratto dal primo album della cantante italiana Anna Tatangelo, intitolato Attimo x attimo.